# District de Đức Cơ
Đức Cơ est un district rural de la province de Gia Lai, dans les montagnes centrales du Viêt Nam

## Géographie
Le district couvre une superficie de 717 km2.
La capitale du district se trouve à Chư Ty. 